# Jules Haabo
Jules Haabo (3 settembre 1993) è un calciatore francese di origini guianesi, attaccante del Matoury e della Selezione di calcio della Guyana francese.

## Carriera

### Nazionale
Ha debuttato in Nazionale l'8 ottobre 2016, in Guyana francese-Saint Kitts e Nevis (1-0). Nel 2017 viene inserito nella lista dei convocati per la Gold Cup 2017.